# Duckshell
A Duckshell egy 2017-ben, Budapesten alapított világzenét játszó zenekar. Zenéjükben a balkáni és a brazil zenei hatások találkoznak különböző stílusokkal, mint a ska, a punk vagy a hip-hop.

## Történetük
A Duckshell zenekart brazil, székely és cigány gyökerű fiatalok alapították akik a budapesti undergroundból ismerik egymást. 2017 tavaszán, a Djüm Djüm zenekar búcsúkoncertjének másnapján, a Gólya pincéjében alakult meg a zenekar. Még azon a nyáron, két hetes dél-európai utcazene turnéjukrol hazatérve, a magyar közönségnek is bemutatkoztak az A38 teraszán. Bejárták Magyarország klubjait és fesztiváljait a Sziget Fesztiváltól a Művészetek Völgyéig, továbbá játszottak már francia, német, lengyel, török és bolgár közönségnek is.
2019-ben jelent meg első kislemezük "Szólok Anyunak" névvel.
2022-ben jelent meg a Duckshell első nagylemeze "Sötét Anyag" néven.

## Tagok
- Muzslai Beni – ének
- Perecz Árpád – ének, gitár
- Muzslai Francisco – szaxofon
- Bujdosó Áron – trombita
- Lehoczki Ágoston – billentyű
- Báthori Beni – basszusgitár
- Koncsecskó Péter – dobok
- Pecze Ádám – ütőhangszerek

## Diszkográfia
- Szólok Anyunak (2019)
- Academia Banana (2020)
- Sötét Anyag (2022)
- Hoszított/Magasított (2024)

### Interjúk
- Duckshell - Interjú 2019
- Duckshell - Interjú 2019 (videó)